# Viflaim
Viflaim o Vicleim è un'antica usanza cristiana, praticata nei villaggi della contea di Maramureș in Romania.

## Etimologia
La parola deriva da Viflaiem, Viflaem, Viflaim, l'antico nome rumeno della città biblica di Betlemme.

## Caratteristiche
Il Viflaim è una rappresentazione della cultura popolare che affronta la storia della nascita di Gesù. Utilizza molti dei costumi e delle tradizioni praticati per le celebrazioni invernali.
Ci sono pochissimi villaggi in cui la rappresentazione è ancora viva e ciò è dovuto all'alto numero di personaggi necessari e agli accurati preparativi da fare con largo anticipo.
La spettacolare commedia popolare utilizza costumi che sono di origine pagana e molti dei personaggi rappresentano spiriti buoni e cattivi. La tradizione è attiva in molti villaggi attraversati dal fiume Iza, dal fiume Tisa, nella città di Vișeu de Sus e da una minoranza di tedeschi e ungheresi della regione storica di Maramureș.